# Sauvagesia tenella
Sauvagesia tenella är en tvåhjärtbladig växtart som beskrevs av Jean-Baptiste de Lamarck. Sauvagesia tenella ingår i släktet Sauvagesia och familjen Ochnaceae. Inga underarter finns listade i Catalogue of Life.